# Schloss Unterlapsch
Die Schloss Unterlapsch (polnisch Zamek w Łapszach Niżnych) ist eine Burgruine, die in Łapsze Niżne bei Nowy Targ (Zips) in der polnischen Woiwodschaft Kleinpolen am Fluss Dunajec in den Pieninen liegt.

## Geschichte
Das Schloss wurde um 1600 von den ungarischen Horvath errichtet. Das Schloss besaß eine Attika und war typisch für die Architektur der Zips. 1656 wurde das Schloss während der Schwedischen Sintflut zerstört, jedoch bald wieder aufgebaut. 1810 ging es in Privatbesitz und wurde restauriert. 1931 war es jedoch bereits unbewohnt. Im Zweiten Weltkrieg wurde es zerstört. Es sind nur noch Mauerreste erhalten.